# Meitetsu Department Store

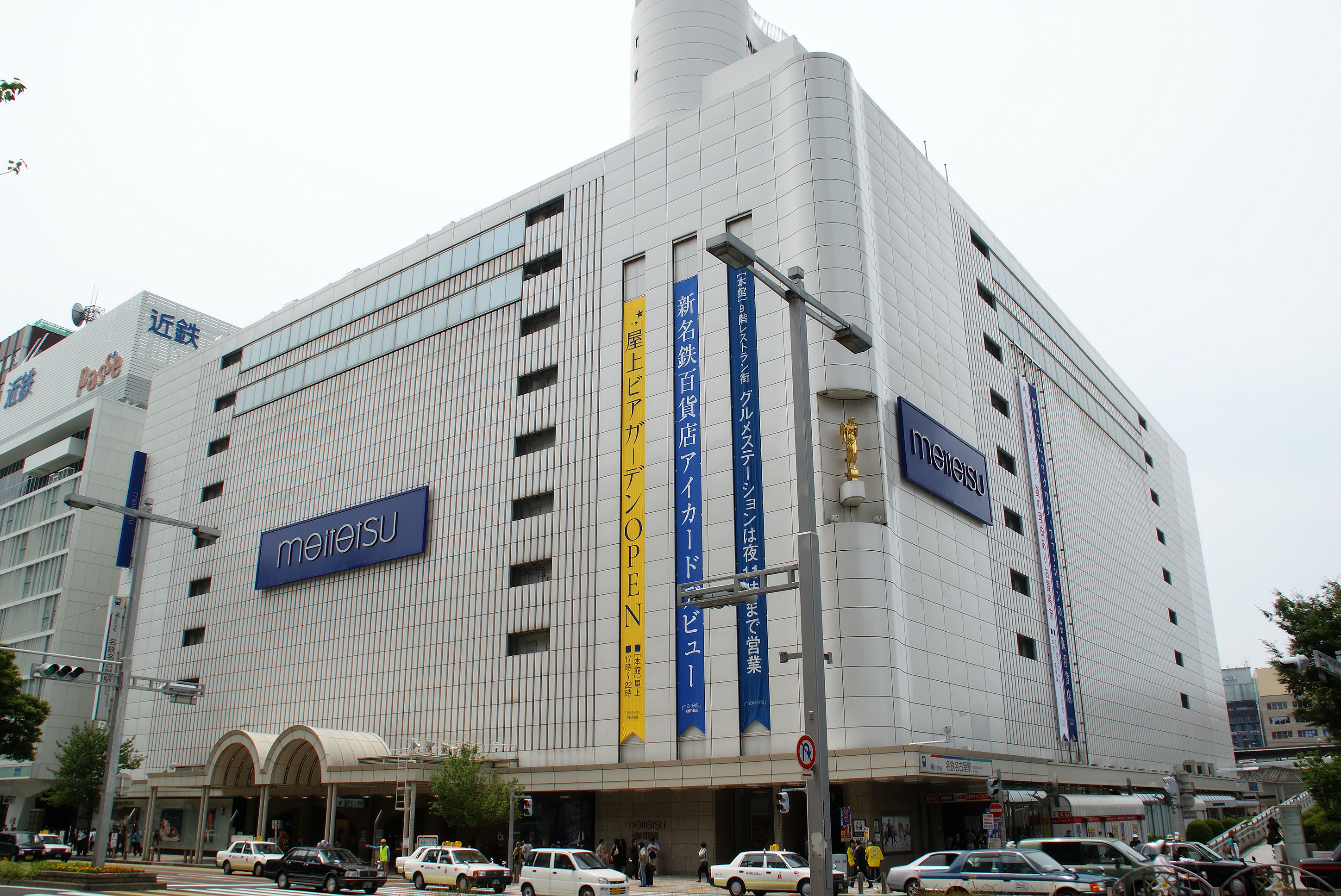
Meitetsu-hoofdwinkel in Nakamura-ku in Nagoya (2009)

Meitetsu Department Store Co., Ltd. (名鉄百貨店, Kabushiki gaisha Meitetsu Hyakkaten) is een warenhuisonderneming, opgericht in 1952 in de regio Chubu in Japan. De keten met het hoofdkantoor in Nagoya is eigendom van de Meitetsu Railroad Co., Ltd. De hoofdvestiging met een oppervlakte van bijna 55.000m² is boven het Meitetsu Nagoya Station in Nakamura Ward en werd geopend in december 1954. Daarnaast is er nog een filiaal met een oppervlakte van circa 17.500m² in Ichinomiya.